# 뉘브로시

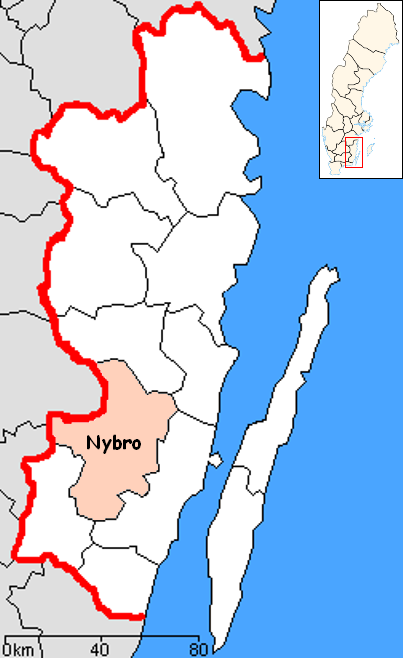
뉘브로 시의 위치

뉘브로시(스웨덴어: Nybro kommun)는 스웨덴 칼마르주에 위치한 지방 자치체로 행정 중심지는 뉘브로이며 면적은 1,201.54km2, 인구는 20,311명(2016년 12월 31일 기준), 인구 밀도는 17명/km2이다.

시 문장